# Annamina xanthoptera
Annamina xanthoptera är en mångfotingart som beskrevs av Carl Graf Attems 1937. Annamina xanthoptera ingår i släktet Annamina och familjen orangeridubbelfotingar. Inga underarter finns listade i Catalogue of Life.